# Break
Nella musica popolare, un break è un interludio strumentale, solitamente eseguito con percussioni, di un brano cantato. Nel linguaggio dei DJ il break si verifica quando vengono esclusi per un momento tutti gli elementi di un brano (es. melodia, armonia, voce ecc.) tranne le percussioni. Un breakdown è una sezione musicale dove la composizione è deliberatamente decostruita in elementi minimali (generalmente le percussioni o l'intera sezione ritmica) con la successiva reintroduzione della voce come sottofondo minimo, mentre tutte le altre parti vengono gradualmente eliminate.
Dj Kool Herc, nel 1972, riproducendo di seguito (loopando) un break creò il breakbeat, ovvero un brano musicale con un beat seriale, che divenne caratteristico della musica hip hop e utilizzato per ballare break dance (da cui il termine).

## Etimologia
Molte teorie esistono sulle origini possibili del termine break, nessuno trova un diffuso consenso. L'autore e musicista David Toop ha presentato la sua versione, in cui il nome deriva letteralmente dai break (pause) nei brani musicali, quando i ballerini si esibivano rapidamente, improvvisando passi di danza. I break diventarono parte consistente delle esibizioni dei DJ dopo l'avvento della tecnica del cutting ovvero l'isolamento e la ripetizione di parti di disco senza supporto vocale.
Anche per ciò che riguarda i termini sopra detti, non vi è certezza sull'etimologia ed il dibattito è ancora aperto. Il termine break fu successivamente adattato dai media all'inizio degli anni '80 e largamente accettato dal pubblico.